# Evgueni Kouznetsov
Pour les articles homonymes, voir Kouznetsov.
Evgueni Borisovitch Kouznetsov, né le 30 août 1961, est un footballeur soviétique puis russe. Il évoluait au poste de milieu de terrain et se reconvertit ensuite comme entraîneur.

## Biographie
Il remporte la médaille d'or aux Jeux olympiques de 1988. Lors du tournoi olympique organisé en Corée du Sud, il joue cinq matchs.
Avec le club du FK Spartak Moscou, il remporte deux titres de champion d'URSS, et joue trois matchs en Coupe d'Europe des clubs champions. Avec cette même équipe, il atteint les quarts de finale de la Coupe de l'UEFA en 1984.

## Palmarès
Union soviétique
- Médaillé d'or aux Jeux olympiques de 1988.

 Spartak Moscou
- Champion d'Union soviétique en 1987 et 1989.
- Vainqueur de la Coupe de la fédération soviétique en 1987.

 IFK Norrköping
- Vainqueur de la Coupe de Suède en 1991.